# Ministarstvo informiranja (Iran)
Ministarstvo informiranja Islamske Republike Iran (per.: وِزارَتِ اِطّلاعات جُمهوریِ اِسلامیِ ایران, Vezarat-e Ettela'at Jomhuri-ye Eslami-ye Iran) je ministarstvo Islamske Republike Iran koje djeluje kao obavještajna i sigurnosna služba. Ministarstvo informiranja je poznato pod skraćenicom VAJA i pod skraćenicom VEVAK od prijašnjeg naziva Ministarstvo informiranja i državne sigurnosti (per.: وزارت اطلاعات و امنیت کشور, Vezarat-e Ettela'at va Amniyat-e Keshvar). Ministarstvo informiranja je osnovano 1984. ujedinjavanjem manjih obavještajnih službi koje su djelovale nakon Islamske revolucije 1979. godine. 
U Iranu je za vrijeme vladavine šaha Reze Pahlavija postojala obavještajna i sigurnosna služba SAVAK (per.: سازمان اطلاعات و امنیت کشور, Sāzemān-e Ettelā'āt va Amniyat-e Keshvar) ili Organizacija za obavještavanje i sigurnost zemlje. Nakon Iranske revolucije 1979. godine SAVAK je preimenovan u SAVAMA ili Nacionalna organizacija za obavještavanje i sigurnost Irana (سازمان-ا اطلا'ات و امنیت-ا ملی-ا ایران, Sazman-e Ettela'at va Amniat-e Melli-e Iran) te je napokon 1984. reformiran u ministarstvo koje se bavi obavještajnim poslovima i domovinskom sigurnosti.

## Ravnatelji
| Ravnatelj                      | Razdoblje     |
| ------------------------------ | ------------- |
| Mohammad Mohammadi Reyschahri  | 1984. – 1989. |
| Ali Fallahian                  | 1989. – 1997. |
| Ghorbanali Dorri-Nadschafabadi | 1997. – 1999. |
| Ali Younesi                    | 1999. – 2005. |
| Gholamhossein Mohseni-Eschei   | 2005. – 2009. |
| Heydar Moslehi                 | 2009. – 2013. |
| Mahmud Alawi                   | 2013. -       |

## Unutarnje poveznice
- CIA
- GID
- Mossad
- SIS
- SOA

## Vanjske poveznice
- Službena stranica Ministarstva informiranja  Arhivirana inačica izvorne stranice od 8. svibnja 2019. (Wayback Machine)